# تالاسیستلا
تالاسیستلا (ایسلندی: Dalasýsla) یک منطقهٔ مسکونی در ایسلند است که در وستورلاند واقع شده‌است.